# Jüri Uluots
Jüri Uluots (Lihula, 13 de enero de 1890 - Estocolmo, 9 de enero de 1945) fue un político estonio, abogado, periodista, parlamentario y primer ministro de Estonia entre 1939 y 1940.

## Biografía
Uluots estudió derecho en la Universidad de San Petersburgo entre 1910 y 1918, siendo profesor de derecho romano y de legislación estonia en la Universidad de Tartu hasta 1944. Uluots fue editor del diario Kaja entre 1919 y 1920, y editor jefe del Postimees entre 1937 y 1938.
Uluots fue elegido diputado en el Riigikogu, el parlamento de Estonia, de 1920 a 1926, y de 1929 a 1932. En 1934, fue nombrado portavoz del Riigivolikogu, cámara baja hasta octubre de 1939, siendo nombrado primer ministro. La invasión de las repúblicas bálticas en junio de 1940 por las tropas de la URSS, forzó su exilio mientras se instalaba un gobierno títere liderado por Johannes Vares que no fue reconocido por las potencias occidentales. Tanto los Estados Unidos, en aplicación de la doctrina Stimson, como el Reino Unido consideraron ilegal la anexión de Estonia
.
La detención y deportación en julio de 1940, del Presidente de Estonia Konstantin Päts convirtió a Uluots en Jefe del Estado en funciones según la Constitución. La invasión por la Alemania Nazi en  1941, llevó a la expulsión del gobierno prosoviético y la instauración de un gobierno de ocupación. En enero de 1944, mientras el avance de las tropas del Ejército Rojo llevó a la evacuación de Narva, Jüri Uluots realizó un llamamiento por radio a la población  para alistarse en el ejército que fue respondido por cerca de 38.000 voluntarios. La Fuerza Territorial de Defensa formada fue reforzada por varios miles de estonios procedentes  del ejército finlandés, con la esperanza de que su oposición al avance soviético fuera considerada como un acto de independencia por parte de los aliados.
En septiembre de 1944, la retirada de los nazis permitió a Uluots la formación de un nuevo gobierno presidido por Otto Tief, pero la entrada de las tropas soviéticas en Tallinn forzó su expulsión. La mayor parte de los miembros del gobierno fue arrestada y deportada a Siberia, mientras que los restantes liderados por Uluots lograron refugiarse en Suecia, donde fue constituido el gobierno de Estonia en el exilio, que tuvo continuidad de 1944 hasta 1992. Uluots, afectado de un cáncer, murió poco tiempo después de su llegada a Estocolmo.